# 1041. grenadirski polk (Wehrmacht)
1041. grenadirski polk (izvirno nemško 1041. Grenadier-Regiment; kratica 1041. GR) je bil pehotni polk Heera v času druge svetovne vojne.

## Zgodovina
Polk je bil ustanovljen 26. junija 1944 kot del 226. pehotne divizije. Uničen je bil septembra 1944 v Le Havru.